# Симинівська сільська рада
Симинівська сільська́ ра́да — адміністративно-територіальна одиниця та орган місцевого самоврядування в Вовчанському районі Харківської області. Адміністративний центр — село Симинівка.

## Загальні відомості
- Червоноармійська Перша сільська рада утворена в 1943 році.
- Територія ради: 71,988 км²
- Населення ради: 1 911 особа (станом на 2001 рік)
- Територією ради протікає річка Сіверський Донець.

## Історія
Жовтневу сільську Раду утворено в 1943 році, перейменовано на Червоноармійську Першу — в 1976 році. У рамках декомунізації перейменовано у Симинівську.

## Населені пункти
Сільській раді підпорядковані населені пункти:
- с. Симинівка
- с. Верхня Писарівка
- с. Лиман
- с. Лосівка
- с. Графське
- с. Синельникове
- с. Цегельне
- с. Шестерівка

### Колишні населені пункти
- Максимівка

## Склад ради
Рада складається з 14 депутатів та голови.
- Голова ради: Голов'ятинська Ольга Олександрівна

### Керівний склад попередніх скликань
| Прізвище, ім'я, по батькові        | Основні відомості | Дата обрання | Дата звільнення |
| ---------------------------------- | --- | ------------ | --------------- |
| Шупенко Раїса Іванівна             | Сільський голова, 1957 року народження, освіта вища, позапартійна                                                            | 26.03.2006   | 31.10.2010      |
| Шупенко Раїса Іванівна             | Сільський голова, 1957 року народження, освіта вища, позапартійна                                                            | 31.10.2010   | 26.03.2014      |
| Голов'ятинська Ольга Олександрівна | Сільський голова, 1964 року народження, освіта середня спеціальна, позапартійна                                              | 26.10.2014   | 25.10.2015      |
| Голов'ятинська Ольга Олександрівна | Сільський голова, 1964 року народження, освіта загальна середня, безпартійна, від партії Блок Петра Порошенка «Солідарність» | 25.10.2015   |                 |

Примітка: таблиця складена за даними сайту Верховної Ради України та ЦВК

### Депутати VII скликання
За результатами місцевих виборів 2015 року депутатами ради стали:

#### За суб'єктами висування
| Суб'єкт висування                          | Кількість обраних депутатів | %     |
| ------------------------------------------ | --------------------------- | ----- |
| Самовисування                              | 12                          | 85.71 |
| Партія Блок Петра Порошенка «Солідарність» | 2                           | 14.29 |

#### За округами
| № округу | Прізвище, ім'я, по батькові       | Ким висунуто                                | Дата нар.  | Освіта           | Партійна приналежність | Відомості |
| -------- | --------------------------------- | ------------------------------------------- | ---------- | ---------------- | ---------------------- | --- |
| 1        | Темербек Ігор Миколайович         | Самовисування                               | 05.07.1969 | загальна середня | безпартійний           | Не працює, пенсіонер                                                                                               |
| 2        | Склярова Ірина Сергіївна          | Самовисування                               | 23.04.1972 | загальна середня | безпартійна            | ПП Склярова, перукар                                                                                               |
| 3        | Пащенко Маргарита Анатоліївна     | Самовисування                               | 23.01.1963 | вища             | безпартійна            | Лиманський НВК, вчитель                                                                                            |
| 4        | Коледіна Тамара Іванівна          | ПАРТІЯ "БЛОК ПЕТРА ПОРОШЕНКА «СОЛІДАРНІСТЬ» | 02.06.1964 | загальна середня | безпартійна            | Червоноармійська Перша сільська рада, секретар                                                                     |
| 5        | Бондар Олена Дмитрівна            | ПАРТІЯ "БЛОК ПЕТРА ПОРОШЕНКА «СОЛІДАРНІСТЬ» | 23.05.1960 | вища             | безпартійна            | Червоноармійська Перша сільська рада, головний бухгалтер                                                           |
| 6        | Савченко Валентина Сергіївна      | Самовисування                               | 09.04.1961 | загальна середня | безпартійна            | Дінецька районна державна ліканя ветеринарної медицини Вовчанського району Харківської області, ветеринарний лікар |
| 7        | Шупенко Ігор Миколайович          | Самовисування                               | 07.09.1969 | загальна середня | безпартійний           | Червоноармійська Перша сільська рада, водій                                                                        |
| 8        | Коноплій Наталія Миколаївна       | Самовисування                               | 25.07.1972 | вища             | безпартійна            | безробітній |
| 9        | Сопиряєва Римма Володимирівна     | Самовисування                               | 09.03.1966 | загальна середня | безпартійна            | Радянський ФП, молодша медсестра                                                                                   |
| 10       | Шепеленко Олександр Володимирович | Самовисування                               | 01.10.1969 | загальна середня | безпартійний           | База відпочинку " Соснова горка ", охоронець                                                                       |
| 11       | Петрухіна Наталія Іванівна        | Самовисування                               | 18.04.1971 | загальна середня | безпартійна            | База відпочинку " Золотий берег ", охоронець                                                                       |
| 12       | Докіна Наталя Юріївна             | Самовисування                               | 04.06.1986 | загальна середня | безпартійна            | безробітній |
| 13       | Коваленко Лариса Миколаївна       | Самовисування                               | 02.03.1964 | загальна середня | безпартійна            | Лосівська бібліотека, бібліотекар                                                                                  |
| 14       | Шуліка Юрій Володимирович         | Самовисування                               | 12.11.1969 | загальна середня | безпартійний           | безробітній |

### Депутати VI скликання
За результатами місцевих виборів 2010 року депутатами ради стали:

#### За суб'єктами висування
| Суб'єкт висування | Кількість обраних депутатів | %   |
| ----------------- | --------------------------- | --- |
| Партія регіонів   | 12                          | 100 |

#### За округами
| № округу        | Прізвище, ім'я, по батькові   | Дата визнання обраним | Освіта             | Партійна приналежність | Відомості про обраного депутата                 |
| --------------- | ----------------------------- | --------------------- | ------------------ | ---------------------- | ----------------------------------------------- |
| Партія регіонів |                               |                       |                    |                        |                                                 |
| 1               | Ткаченко Микола Миколайович   | 03.11.2010            | середня спеціальна | член Партії регіонів   | СТОВ АФ ім. Шевченка, завідувач гаражу          |
| 2               | Ткаченко Світлана Анатоліївна | 03.11.2010            | середня спеціальна | член Партії регіонів   | СТОВ АФ ім. Шевченка, головний агроном          |
| 3               | Якименко Анатолій Михайлович  | 03.11.2010            | вища               | член Партії регіонів   | СТОВ АФ ім. Шевченка, завідувач ферми           |
| 4               | Супрун Маргарита Анатоліївна  | 03.11.2010            | вища               | член Партії регіонів   | СТОВ АФ ім. Шевченка, головний економіст        |
| 5               | Ткаченко Ірина Анатоліївна    | 03.11.2010            | середня спеціальна | позапартійна           | Червоноармійська сільська рада, секретар        |
| 6               | Чеченко Надія Дмитрівна       | 03.11.2010            | середня спеціальна | член Партії регіонів   | СТОВ АФ ім. Шевченка, завідувачка складу        |
| 7               | Супрун Олег Миколайович       | 03.11.2010            | вища               | член Партії регіонів   | СТОВ АФ ім. Шевченка, голова                    |
| 8               | Щекадін Іван Федорович        | 03.11.2010            | вища               | член Партії регіонів   | СТОВ АФ ім. Шевченка, завідувач майстерні       |
| 9               | Лиман Зінаїда Володимирівна   | 03.11.2010            | незакінчена вища   | член Партії регіонів   | СТОВ АФ ім. Шевченка, агроном                   |
| 10              | Рябченко Наталя Василівна     | 03.11.2010            | вища               | член Партії регіонів   | Червоноармійська загальноосвітня школа, вчитель |
| 11              | Опанасенко Наталя Сергіївна   | 03.11.2010            | середня спеціальна | член Партії регіонів   | Москалівський ФП, фельдшер                      |
| 12              | Олійник Микола Васильович     | 03.11.2010            | середня            | член Партії регіонів   | пенсіонер                                       |